# Kecerovský Lipovec
Kecerovský Lipovec, dříve též jen Lipovec nebo Lipovce (1920), maďarsky Kecerlipóc, je obec v okrese Košice-okolí na východním Slovensku. První písemná zmínka o obci pochází z roku 1229.